# Величко Надія Григорівна
Надія Григорівна Вели́чко (нар. 30 серпня 1955, Алупка) — українська художниця; член Ялтинської організації Спілки радянських художників України з 1990 року. Заслужений художник Автономної Республіки Крим з 2007 року.

## Життєпис
Народилася 30 серпня 1955 року в місті Алупці. Протягом 1973—1977 років навчалася на живописному відділенні у Сімферопольському художньому училищі імені Миколи Самокиша; у 1982—1988 роках — на відділенні станкового живопису Київського державного художнього інституту, де її викладачами були Василь Гурін, Олександр Лопухов.
Мешкає в Ялті, в будинку на вулиці Жаданівського, № 3, квартира № 18.

## Творчість
Працює в галузі станкового живопису (створює пейзажі, портрети, натюрморти, тематичні картини). Серед робіт:
- «Дзеркало» (1982);
- «Самарканд» (1987);
- «Археологи» (1988);
- «Яблуня» (1989);
- «Пам'ять» (1989);
- «Рудокоса» (1989);
- «Світлий храм» (1990);
- «У ботанічному саду» (1993);
- «Вечір» (1998);
- «Літні канікули (Двоє)» (1998);
- «Інкерман» (2002);
- «Балаклава» (2002);
- «Виноградники. Ялта» (2002);
- «Хортиця. Вічність» (2003);
- «Золотий блюз» (2005);
- «Весінній цвіт» (2007).

Учасниця республіканських, всеукраїнських і всесоюзних мистецьких виставок з 1988 року. Персональну виставку провела у Сімферополі у 1998 році. 